# Сойър (Изгубени)
Джеймс Форд (на английски: James Ford), познат по-добре като Сойър (на английски: Sawyer), е измислен герой от драматичния сериал „Изгубени“. Ролята се изпълнява от Джош Холоуей. В българския дублаж Сойър се озвучава от Васил Бинев, от Георги Стоянов в дублажа на четвърти сезон на AXN и от Тодор Георгиев в пети и шести сезон на AXN.

## Биография на героя

### Преди катастрофата
Роден в Джаспър, Алабама от Мери Форд през 1969 г., Джеймс Форд е изнудвач. Той взима името Сойър, което е име на друг герой, който унищожава семейството на Джеймс. Истинският Сойър има връзка с майката на Джеймс. Когато научава, баща му убива майката, а след това се самоубива. Джеймс е изхвърлен от училище в 9-и клас. Въпреки че е обещал да отмъсти на истинския Сойър, той попада във финансови затруднения и започва да играе игричките на Сойър. Той приема професията и името на Сойър, за да оцелее и използва външния си вид, за да прелъстява жени и да разбива семейства.
Любимата „сцена“ на Сойър е тази, в която той се събужда рано сутрин с жена в леглото и изведнъж осъзнава, че е закъснял за среща. Взима чантата с документи, която се отваря и се разпръскват много фалшиви пари. След като казва на жената, че „не е трябвало да вижда това“, той използва любопитството ѝ и я кара да накара богатия си съпруг да инвестира пари във фалшива сделка.
В един от проблясъците на Сойър, той е прелъстил жена на име Джесика и сключва сделка с нея и съпруга ѝ – Дейвид. Докато е в дома им, той вижда техния малък син. Разпознавайки себе си в него, той прекратява сделката, защото не иска да разруши семейството по начина, по който истинския Сойър е унищожил неговото.
В друг случай, Сойър се запознава с разведената Касиди Филипс, която му казва, че не е получила нищо от развода. Пред нея Сойър също разиграва любимата си сцена. Заитригувана, тя го моли да я научи на неговата професия. Сойър изпълва желанието ѝ и двамата правят няколко обира. Касиди бързо се научава и пита Сойър дали може да направят някой „голям удар“. Също така тя му разкрива, че всъщност има 600 000 долара от бившия си съпруг.
По-късно, партньорът на Сойър – Горди, го принуждава да продължи да лъже Касиди, въпреки желанието на Сойър да спре. Сойър се връща в къщата и казва на Касиди да бяга, натъпква парите ѝ в чанта и ѝ ги дава. Той ѝ казва, че е знаел за парите ѝ, и ѝ показва кола, чакаща отвън. Казва ѝ, че вътре има един човек, който ще го убие, ако не занесе парите. Тя избягва с чантата. Сойър изчаква удобен момент да се върне в къщата и да вземе чантата с истинските пари (оказва се, че парите, които е дал на Касиди са били фалшиви), а след това си отива.
В друг спомен на Сойър става ясно, че Касиди е разбрала за измамата и го е изпратила в затвора. При едно посещение, тя му казва, че е родила дъщеря от него – Клементин. Докато е в затвора, Сойър среща мъж на име Мансън, който е изпратен в затвора, защото е откраднал милиони долари от правителството. Мансън казва на Сойър къде са скрити парите. Сойър казва на директора на затвора къде е местонахождението на парите, а в замяна на това иска да отменят присъдата му. Той си открива банкова сметка, в която изпраща пари за Клементин. В епизода „Left behind“ се разкрива, че Сойър наистина е баща на Клементин.
Малко преди катастрофата Сойър научава, че истинския Сойър е в Австралия. Той отива там и се запива в един и същи бар с д-р Шепард – бащата на Джак. На острова Сойър казва на Джак, че е срещнал баща му, чак в епизода „Exodus“, първа част. След пиянската вечер в бара, Сойър намира един мъж, и смятайки, че това е човека, който е разрушил семейството му, го прострелва няколко пъти в гърдите. По-късно се разкрива, че мъжът е дължал пари на важен човек и Сойър е сбъркал като го е убил.
Докато е още в Австралия, несговорчивия Сойър е завлечен в полицейско бюро след побой (това се разкрива в проблясъка на Буун в епизода „Hearts and Minds“). Полицая информира Сойър, че мъжа, с който се е сбил е Уорън Тръс – австралийския министър на земеделието. Той е депортиран от Австралия и има забрана за влизане в страната, която завършва със съдбоносния полет.
По време на полета Сойър седи на място 15 D, което е едно от числата (4, 8, 15, 16, 23, 42).

### След катастрофата

#### Сезон 1
На острова Сойър бързо започва да прибира неща от самолета. Действията му са критикувани от останалите като егоистични и ужасни, а той се защитава като казва, че сега са „in the wild“ (в джунглата; дивия свят) и правилата са различни. Сойър се превръща в Бунтовника на острова и често измисля прякори на останалите оцелели. Тези неща настройват повечето от героите против него. Майкъл забелязва, че егоцентричният Сойър изглежда винаги готов да се включи в опасни ситуации. Това го кара да мисли, че Сойър иска да умре. Сойър се държи враждебно с Джак. Двамата се борят за вниманието на Кейт. Когато по случайно съвпадение на обстоятелствата Джак, Буун и Саид решават, че Сойър има астма инхалатори, които могат да помогнат на Шанън да диша, Сойър не им казва, че всъщност грешат. Той се прави, че са у него и отказва да им каже каквото и да било. Саид и Джак решават да го измъчват като му забиват остри бамбукови пръчици под ноктите. Сойър им се присмива и отново отказва да им каже истината, докато те не го заплашват, че ще му извадят очите. Сойър има казва, че ще каже истината само на Кейт. Когато тя пристига, той ѝ казва, че ако го целуне, ще ѝ даде инхалаторите. Когато тя го целува, той ѝ казва, че не са у него. Саид пробожда Сойър в ръката.
Кейт познава, че Сойър нарочно дразни останалите, защото иска те да го мразят. Тогава Сойър ѝ показва писмо, написано до „господин Сойър“, описващо болката на малко момче, чиито живот е разрушен от „господин Сойър“. Отначало Кейт мисли, че писмото е написано до Сойър; после забелязва датата на изпращане (1976 г.) и осъзнава, че Сойър е написал писмото до истинския „господин Сойър“ като дете. С времето Кейт и Сойър се сприятеляват и научават, че и двамата имат криминални прояви.
Сойър убива време на острова като чете книги (като „Watership Down“, в която се разказва за зайци; „Are you there, God? It's me, Margaret“ и „Wrinkle in time“), които е взел от самолета; това става причина Сойър да се разболее от хиперопиа. Принуден е да носи очила, направени му от Саид. Гласът му успокоява бебето на Клер – Арън. Австралийските власти го записват в списъка с пътници с истинското му име – Джеймс Форд. В един епизод Хърли показва списъка на Лок. Лок по-късно започва да нарича Сойър Джеймс.
Сойър си купува място на сала на Майкъл, в опит да се измъкне от острова. Докато е на сала той си пее песента на Боб Марли – „Redemption Song“. Когато Сойър, Джин, Майкъл и Уолт виждат друга лодка в морето, чиито пътници отвличат Уолт, Сойър изважда пистолет в опит да спаси момчето. Сойър бива прострелян от „Другите“ и пада във водата, а Джин се гмурка, за да го спаси.

#### Сезон 2
След като лодката си отива, той се качва на останка от сала заедно с Майкъл и изважда куршума от рамото си със собствените си ръце. Заради инфекцията, удара и загубата на кръв Сойър се разболява. Майкъл, Джин и Еко правят носилка за него и го носят до лагера. Когато се връщат в лагера, Сойър е заведен в бункера. Той получава треска и в епизода „What Kate Did“ той прошепва на Джак „Обичам я“. Няколко минути по-късно атакува Кейт; започва да я души и пита защо го е убила. Тя избягва от бункера, вярвайки че Уейн, мъжът, който е убила, я преследва от отвъдното. Когато се връща за да обясни на Уейн (под формата на Сойър), Сойър се събужда трескав и няма представа за какво говори тя. След като Кейт го извежда в джунглата, те виждат черен кон, който е част от миналото на Кейт.
По-късно, Майкъл заключва Лок и Джак в оръжейната и отива да търси сина си. Сойър освобождава Лок и Джак и трагва с тях да търсят Майкъл. Когато се срещат с Другите, те отново стрелят по Сойър, но този път куршумът само минава през лицето му. Предполагаемият лидер на Другите, когото Сойър нарича Зики, заплашва Кейт, която тайно е проследила Джак, Джон и Сойър. Сойър видимо е ядосан от възможността да я загуби и я прегръща след като е освободена. Когато се връщат в лагера, Сойър успокоява Кейт, като ѝ казва, че той би направил същото, което тя е направила. От друга страна, Джак е ядосан, защото Кейт ги е проследила, въпреки че ѝ е казал да не идва.
Враждебността на Сойър към Джак продължава нестихващо и Джак обвинява Сойър, че е откраднал хапчетата (епизода „The Long Con“). Ядосан, Сойър решава да изиграе Джак и Лок – единствените, които имат достъп до оръжейната. В тайна конспирация с Чарли, Сойър организира нападение над Сън, което изглежда сякаш направено от непознат. След това започва да върти игрички в лагера. Обзет от безпокойство, Джак решава да разпредели оръжията. Сойър отива в бункера да предупреди Лок, че Джак и останалите оцелели идват за оръжията и Лок решава да ги премести, като оставя Сойър в бункера да натиска бутона. През това време Чарли тайно проследява Лок и открива скривалището на оръжията. Чарли и Сойър преместват оръжията на друго тайно скривалище. По-късно същата вечер Сойър разкрива на всички, че е взел оръжията, докато Джак и Лок спорят (Сойър: „Има нов шериф в града, момчета! Свиквайте!“). Когато Кейт го пита защо иска всички да го мразят, той отговаря, че поне тя го харесва.
Сън отива при Сойър и го пита дали има тест за бременност между запасите си. По-късно, той заварва Джин и Бърнард да ловят риба и лукаво информира Бърнард за бременността на Сън. Поздравява Джин, който не разбира нищо, защото не знае английски език (епизода „The Whole Truth“). По-късно Сойър губи лекарствата в игра на покер с Джак (епизода „Lockdown“). Когато пита Джак защо не е поискал оръжията, Джак отговаря: „Когато ми трябват оръжията, ще ги взема.“
Ана Лусия прелъстява Сойър в опит да му открадне пистолета, след като той отказва да ѝ го даде (епизода „Two for the Road“). След като Майкъл използва този пистолет, за да застреля Ана Лусия и Либи, Сойър е изправен пред дилемата дали да остави Либи да умре, мъчейки се, или да разкрие къде е скрил оръжията. Сойър решава да помогне на Либи (епизода „?“), разкривайки на Кейт, че оръжията и лекарствата са скрити в палатката му. Сойър също изразява почит след смъртта на Ана Лусия и се чувства виновен, че е спал с нея, а не знае фамилията ѝ. Също така казва на Джак, че той е най-близкото до приятел, което има на острова. Джак му казва, че фамилията на Ана Лусия е Кортез. Без да знае за предателството на Майкъл, Сойър се съгласява да му помогне да спаси сина си и приобщава Саид към отбора (епизода „Three Minutes“). Майкъл реагира доста остро, когато разбира, че Сойър е включил Саид и това кара Саид и Джак да мислят, че Майкъл се е спогодил с Другите. Те не казват на Кейт, Сойър и Хърли за опасенията си. Докато отиват към другата част на острова, Сойър прострелва един от Другите и затова е първия прострелян с „приспивателна“ стрела от Другите. Джак, Кейт, Сойър и Хърли са обградени от мъже с пушки. Хърли е пуснат да си върви, със заръката да каже на останалите да не се връщат тук. Сойър, Джак и Кейт са отведени. Другите дават на Майкъл лодка, в която е Уолт. Те двамата напускат острова.

#### Сезон 3
Сойър се събужда в клетка. Затворникът, настанен в клетката срещу него, избягва и освобождава Сойър, като му казва да бяга. По-късно Сойър е хванат от Джулиет, която го упоява и го връща в клетката. Момчето от отсрещната клетка е отведено, а на негово място настаняват Кейт. През това време Сойър разгадава клетката си и печели малко храна и вода. Сойър и Кейт са принудени да вършат работа за Другите, под зоркото наблюдение на Пикет (епизода „The Glass Ballerina“). Сойър причинява суматоха, след като спонтанно и страстно целува Кейт, а след това участва в сбиване с Другите. По-късно вечерта Сойър и Кейт обсъждат недостатъците на Другите. Но Бен наблюдава клетките на двамата и научава за плана за бягство на Сойър. Затова нарежда да го заловят и да му инжектират пейс-мейкър, който ще накара сърцето му да избухне, при силно вълнение (епизода „Every Man for Himself“).
Като резултат от всичко това, държанието на Сойър се променя. Това притеснява Кейт, особено след като Пикет излива гнева си за смъртта на жена му – Колийн, върху Сойър. Кейт се опитва да накара Сойър да избяга с нея, но той настойчиво отказва. По-късно Бен му казва, че няма никакъв пейс-мейкър и му разкрива, че всъщност са на друг остров, а не на този, на който е катастрофирал самолетът. Сойър скрива това от Кейт, но ѝ казва в епизода „I Do“. По-късно двамата правят секс. След това са посетени от разгневения Пикет, който идва, за да убие Сойър. Точно когато е на крачка да изпълни целта си, Пикет получава обаждане по радио-станцията от Том, който му казва, че Джак е взел Бен за заложник. Това обърква Пикет и дава възможност на Кейт и Сойър да атакуват него и помощниците му, а след това да ги заключат в клетката. Докато бягат през джунглата, двамата се натъкват на Алекс, която търси помощта им, за да освободи гаджето си Карл – момчето, което в началните епизоди на 3 сезон отключва клетката на Сойър. В замяна на това им казва, че ще им даде лодка, с която да напуснат острова. След като набиват охраната пред килията, те намират Карл, който изглежда като хипнотизиран. Сойър, Кейт и Алекс го занасят до брега, където има лодка. Но Пикет пристига и насочва пистолет срещу тях. Внезапно, Джулиет се появява и застрелва Пикет. Тя позволява на Кейт и Сойър да се обадят на Джак по радиостанцията за последен път, преди да се качат на лодката заедно с Карл (епизода „Not in Portland“).
Когато се връщат обратно, Сойър казва на Кейт, че няма да се връща, за да спаси Джак. Скоро пристигат на острова. Карл им казва, че Другите живеят точно на този остров. На следващия ден Сойър заварва Карл да плаче за Алекс. След като разговарят, Сойър решава да го пусне да си втрви, а той и Кейт да отидат в лагера на оцелелите. Докато се връщат, Сойър стъпва на стреличка, а Кейт я изважда. Тя му предлага помирение, но той отказва. Те пристигат на плажа в епизода „Tricia Tanaka is Dead“ за всеобща радост на всички. Сойър обаче е ядосан, че докато го е нямало, оцелелите са тършували из палатката му. По-късно помага на Хърли и Джин да обърнат и задвижат колата, намерена от Хърли по-рано. След това той, Хърли, Джин и Чарли се возят, а после Сойър се връща на плажа с една каса бира.
Сойър си припомня, че са му взели нещата, след като вижда Паоло да носи едно от неговите списания (епизода „Enter 77“). Тогава предлага на всички да изиграе една игра на пинг-понг с някой и когато спечели, те да му върнат нещата. След като губи от Хърли, Сън решава, че наказанието му е да не измисля прякори една седмица.
На другата сутрин Сойър и Ники спорят, защото той отказва да ѝ даде пистолет. По-късно, когато той и Хърли играят пинг-понг, Ники изведнъж се появява от джунглата и припада. След това те намират Паоло, който лежи неподвижен в джунглата. Сойър забелязва, че близо до тялото на Паоло има прясно изкопана дупка, която по-късно разравя и открива вътре пликче с диаманти. Той ги дава на Сън, след като разбира, че го подозират за убийството на Ники и Паоло. След като не намират причината за смъртта им, ги погребват. Докато Сойър копае, Сън отива при него и му казва, че знае, че той е замислин отвличането ѝ. Връща му диамантите, заявявайки, че на този остров те нямат цена. След това му забива шамар. На погребението Сойър хвърля диамантите във все още незаровения гроб. После, докато зариват гроба, Хърли и Сойър не забелязват, че Ники си отваря очите и в края на краищата заравят нея и Паоло живи.
По-късно същия ден Хърли се приближава до Сойър и му казва, че има вероятност да бъде изгонен то лагера, освен ако не промени начина си на държание към останалите. По-късно Сойър следва съветите на Хърли как да подобри приятелството си с оцелелите и по-специално с Клеър, Дезмънд и Чарли. След всичко това Сойър разбира, че не е имало никаква възможност да го изгонят от лагера, а всичко това е било измислица на Хърли, защото е искал Сойър да им бъде лидер, докато Джак, Кейт и Лок се върнат.
На следващия ден Сойър и останалите посрещат Джак, Кейт и Саид при връщането им на плажа, но показват възмущение от присъствието на Джулиет (епизода „One of us“). Сойър казва на Саид да я разпита, но той отказва. На следващия ден те двамата проследяват Джулиет до скривалището на лекарствата и решават да я разпитат там. Но Джулиет им напомня за критичното състояние на Клеър и те я пускат.
По-късно Кейт казва на Сойър, че Джак ги е видял, докато са правели секс в клетката. Когато той се опитва да флиртува с нея, тя шеговито му отказва. Същата вечер обаче, тя нахлува в палатката му с желание да спи при него. След разговора му с Джак на следващия ден, Сойър научава, че Кейт го е използвала, защото е ревнувала от флирта на Джак и Джулиет.
Когато се събужда на следващия ден (епизода „The Brig“), той навлиза в джунглата, където се натъква на Лок. Той насърчава Сойър да го последва до лагера на Другите, като твърди, че държи Бен като заложник. По-късно Лок разкрива на Сойър, че иска от него да убие Бен. Лок завежда Сойър до кораба Черната скала и го вкарва в стая, в която стои окован мъж, загърнат с чувал. Лок заключва Сойър в тази стая. Сойър започва да разговаря с окования мъж и той му разкрива, че е бащата на Лок-Антъни Купър. Също така му разкрива и други факти – че често си сменя името, разкрива му местата, на които е бил, докато едно от имената му – Том Сойър, приковава вниманието на Сойър. След като разбира, че Антъни е човекът, разрушил семейството му, Сойър го удушва с веригите. След като напускат кораба, Лок дава на Сойър касета, на която е записана Джулиет. Това разкрива на Сойър, че всъщност тя е шпионин. След като се връща на плажа, Сойър разкрива това на Саид. Когато отиват при палатката ѝ, двамата разбират, че я няма. Тогава Саид казва на Сойър да пусне касетата на Кейт. Същата вечер, в лагера настъпва истинска суматоха, когато всички научават за пристигането на Наоми, а също и за касетата на Джулиет. Докато слушат записа, Джак и Джулиет се връщат на плажа. След като Сойър, Саид и Кейт ги затрупват с въпроси, Джак решава да им разкрие истинските мотиви на Другите (епизода „The Man Behind the Curtain“). Джак и Джулиет отвеждат всички в джунглата, където им разкриват за плана си за отърваване от Другите. След това Сойър защитава Карл от Саид, когато момчето идва да предупреди всички за промяната в плановете на Другите. По-късно Сойър тръгва с Джак и останалите към радио-кулата (епизода „The Greatest Hits“). След като са забелязани само 2 от предвидените 3 експлозии и след кратък спор с Кейт на следващия ден, Сойър предлага да се върне на плажа с Джулиет. Когато отиват, намират Саид, Джин и Бърнард завързани. Изведнъж Хърли излиза с колата от джунглата и прегазва един от Другите. Тогава Сойър заплашва Том с пистолет и го застрелва като отмъщение за отвличането на Уолт. Сойър очаква останалите от групата да се завърнат (епизода „Through The Looking Glass“)

#### Сезон 4
Когато Дезмънд казва за смъртта на Чарли, Сойър се опитва да успокои Хърли, макар опитите му да са неуспешни. Въпреки неяснотата на съобщението на Чарли: „Лодката не е на Пени“, Сойър решава да тръгне с Лок в Бараките, казвайки на Кейт, че просто прави това, което винаги е правил – оцелява. Когато държи Кейт като заложница в къщата на Бен, Сойър ѝ казва, че не иска да се връща в истинския свят, защото там няма нищо, което да го чака. Казва на Кейт, че трябва да направи същото. По-късно Кейт напуска бараките и се връща на плажа, тъй като Лок я изгонва заради това, че е позволила на Майлс да види Бен. След известно време, група хора от кораба пристигат в селото на Другите, за да хванат Бен. Бен, Лок, Хърли и Арън се скриват в къщата на Бен и залостват вратата. Джеймс отива да предупреди останалите да останат в къщите си, но въпреки това трима оцелели са простреляни. Джеймс започва да стреля по нападателите. Той тича, за да предупреди Клер, която все още спи сама в къщата си, но е шокиран, когато нападателите взривяват къщата на Клер. Все пак я намира жива и се връща до къщата на Бен. След като Алекс е убита от Кими, а Бен пуска черния дим върху нападателите, Сойър решава да се върне на плажа заедно с Клер, Арън и Майлс. Първоначално Джеймс смята, че и Хърли ще се върне с тях, но Лок го заплашва с пистолет и принуждава Хюго да остане с тях. След като Джеймс заплашва Лок, че „само ако падне косъм от главата му (на Хърли), ще те убия“, повежда останалите към плажа.
Сойър, Клер и Майлс скоро попадата на гробовете на Даниел и Карл. След като Клер ги моли да си тръгват, Джеймс се съгласява и започва да я пази и да се грижи за нея. Казва на Майлс, че не можа да я доближава и дори да я гледа. Те решават да си направят лагер, но през нощта Клер избягва в джунглата. Когато Сойър се събужда на другата сутрин, Майлс му казва, че Клер е навлязла в джунглата с някой, наричайки го „татко“. Сойър се ядосва, че Майлс не го е събудил, но чува Арън да плаче и отива да го намери. Когато го намира, го взима и крещи за Клер, която обаче не е наблизо.
Сойър, Майлс и Арън продължават към плажа, но по пътя срещат Кейт и Джак. Те двамата са тръгнали след хеликоптера, защото Джак си мисли, че телефонът, пуснат от Франк, е знак да ги последват. Сойър им казва, че Клер е избягала и че хората от кораба не им мислят доброто. Той дава Арън на Кейт и ѝ казва да се върна на плажа с Майлс, а той тръгва с Джак след хората на Чарлз Уидмор. Двамата намират Лапидъс, закопчан с белезници за седалките на хеликоптера. Той им казва, че останалите са тръгнали след Бен. Сойър казва на Джак, че Хърли е в опасност щом е с Бен, на което Джак ядосано отговаря с „Кучи син!“ („Son of a bitch!“) – нещо, което Сойър доста често казва. Въпреки тревогата и страха, двамата тръгват да спасят Хърли.
В края на краищата Джак и Сойър намират Хърли и Лок при станцията „Орхидея“ на Дарма. След като Джак приключва разговора си с Джон, той, Джеймс и Хърли се срещат с Кейт, Саид и Лапидъс при хеликоптера. Докато летят към кораба, Лапидъс забелязва, че хеликоптерът бързо губи гориво, а Саид забелязва, че има дупка, от която изтича горивото. Джеймс и останалите изхвърлят тежките неща от хеликоптера. Лапидъс казва, че му се иска да има по-малко тежест, тъй като изхвърлената не е достатъчно. Джеймс прошепва нещо на Кейт и това я обърква. След това целува страстно Кейт, след което, за изненада на останалите, скача от хеликоптера. Джак казва, че могат да се върнат за него, след като кацнат на кораба. Сойър доплува до Острова, където вижда Джулиет. После забелязва дима от останките от кораба. Сойър изчезва заедно с Острова.

#### Сезон 5

##### След преместването на Острова
След странния проблясък Сойър и Джулиет срещат Шарлот, Майлс, Роуз, Бърнард и останалите оцелели от полет 815, и откриват, че лагерът им липсва. Тогава се появява Даниел Фарадей, който казва на Сойър, че лагера не е изчезнал, а все още не е построен, и че каквото и Бен да е направил в станция Орхидея, ги кара постоянно да се местят във времето. Сойър, Джулиет, Майлс, Шарлот и Даниел обхождат Острова, опитвайки се да разберат в кое време са. След няколко проблясъка решават да се върнат на плажа. Когато всички ядат глиган, намерен мъртъв от Майлс в джунглата, са нападнати от горящи стрели, които убиват няколко оцелели. Бягайки от стрелите, Сойър и Джулиет биват нападнати от трима мъже. Нападателите са напът да отрежат ръката на Джулиет, за да покажат на Сойър колко сериозни са намеренията им, двама от тях изпадат в безсъзнание, а третият е убит от загадъчен убиец, който се оказва Лок. Сойър, Джулиет и Лок разпитват двамата нападатели и Джулиет открива, че те са от Другите, тъй като си говорят на латински. Те пристигат в лагер, в който Ричард Алпърт ръководи Другите, и разбират, че Шарлот, Даниел и Майлс за заловени. Когато една от Другите, наречена Ели, принуждава с оръжие Даниел да опита да обезвреди водородна бомба, наречена Jughead, Сойър заплашва Ели с пистолет, опитвайки се да спаси Даниел. Тогава Сойър разбира, че Даниел е казал на Ели, че са от бъдещето, а не част от Американската Армия, както са казали по-рано. Изведнъж, небето проблясва и Другите, заедно с Ели и Ричард, изчезват. Сойър вижда Шарлот да вика от болка, от носа ѝ тече кръв и пада на земята.
Сойър наблюдава опитите на Джулиет и Даниел да събудят Шарлот. След като се събужда, Лок и Сойър решават да отидат в Орхидея, тъй като Лок вярва, че станцията е не само път извън Острова, но и начин да се спрат проблясъците. Когато се завръщат на плажа, откриват лагера отново на мястото си, но изоставен. Също така намират лодка, която решават да използват, за да стигнат до Орхидея. Докато гребат към станцията, биват стреляни – Джулиет се опитва да простреля един от нападателите, но не успява, защото има нов проблясък и изведнъж Сойър и останалите са заклещени в морска бура и трябва да доплуват до Острова. Там откриват останки от корабокрушение. По-късно оцелелите попадат на Джин, който се оказва жив, и това прави Сойър много щастлив. Заедно с Джин те продължават към Орхидея. По пътя проблясъците се влошават и стават болезнени за всички, не само за Шарлот. Сойър, Джулиет и Шарлот получават главоболие и кръв от носа, но става още по-зле при Шарлот, която още веднъж пада на земята. Даниел решава да остане при нея, а останалите продължават към Орхидея. Лок се спуска в кладенеца, в опит да достигне земята, но небето проблясва и той се отделя от останалите от групата.

##### 1974
Сойър, Джулиет, Майлс и Джин се връщат при Даниел, който им съобщава, че Шарлот е умряла. Връщайки се към плажа, те чуват изстрели и писъци от жена, след което виждат двама мъжа, държащи жена за заложница с торба на главата, след като са убили приятеля ѝ. Сойър и Джулиет се прицелват към мъжете и им казват да не мърдат, но след като един от мъжете стрелят по Сойър, и той, и Джулиет, ги убиват. Сойър освобождава жената. Тя му казва, че трябва да погребат убитите мъже и да върнат трупа на мъжа ѝ при хората ѝ, за да запазят примирието. Оцелелите и жената, която се казва Ейми и е член на инициативата Дарма, тръгват към нейните хора. По пътя достигат до звуковата ограда и Джулиет кара Ейми да я изключи. След като твърди, че я е изключила, тя минава през стълбовете, без да бъде наранена. След като обаче Сойър, Джулиет, Даниел, Майлс и Джин преминават, са повалени в безсъзнание и се разкрива, че Ейми е носела някакъв вид защита. По-късно Сойър се събужда в къщата на мъж, наречен Хорас Гудспийд, който иска да знае кои са Сойър и хората му. Сойър лъже и му казва, че името му е Джим Ла Флор и че е капитан на кораб, който се е разбил на Острова. Хорас казва на Сойър, че подводницата напуска Острова утре и че той и останалите трябва да се качат и да се приберат в къщи. По-късно същата вечер Ричард идва при бараките и пита къде са погребани двамата убити мъже. Казва на Хорас, че е нарушил примирието. Сойър обяснява на Ричард, че не е член на Дарма и че е приятел на Джон Лок, който е срещнал Ричард преди няколко години (по време на предишен проблясък). Също така му казва, че е бил принуден да убие хората му при самозащита. Ричард обаче му казва, че хората му са бесни и искат някакво наказание, затова Ейми се сългасява да даде на Ричард тялото на Пол, за да може да запази примирието. Хорас казва на Сойър, че може да остане на Острова още две седмици, за да потърси екипажа си. Джулиет казва на Сойър, че е чакала много дълго да се махне от Острова и че ще си тръгне на следващия ден. Сойър, обаче, я убеждава да остане още две седмици.

##### 1977
След три години Сойър все още е на Острова и изглежда е станал доста уважавана фигура в инициативата Дарма, под името Джеймс ЛаФлор. Една вече Сойър и Майлс отиват да приберат пияния Хоръс, а по същото време Ейми, която е бременна от Хоръс, започва да ражда. Джулиет също е на Острова и Сойър я убеждава да опита да помогне на Ейми, въпреки че всички жени, които се е опитала да изроди на Острова, са умирали. Раждането е успешно и Ейми ражда момче. По-късно се разкрива, че Сойър и Джулиет имат романтична връзка и живеят щастливо заедно. Сойър също така помага на Хорас, който е паднал духом заради това, че Ейми все още обича Пол. Сойър го успокоява, като му казва, че три години са достатъчни, за да преодолееш загубата на любим човек (мислейки за Кейт). Тогава, една сутрин, получата обаждане от Джин. Изумен от обаждането, той се облича набързо и напуска Бараките, без да каже на Джулиет за съобщението на Джин. Той стига до една ливада далеч от Бараките, където се среща с Джин. От буса излизат Джак, Хърли и Кейт.
Сойър разказва на тримата за положението си в Дарма и за пътуването във времето. Смятайки, че изненадващото появяване на тримата ще обезпокои Другите (наричани Враждебните от Дарма), Джеймс ги облича в подходящи дрехи на Дарма и ги закарва в Бараките, представяйки ги като нови членове на Дарма. Джулиет подправя документите, така че Джак, Кейт и Хърли са приети като част от инициативата. По същото време, Джин съобщава на Джеймс, че Саид Джара е заловен в джунглата. Членовете на Дарма го смятат за Враждебен и искат Джеймс да го екзекутира. Като шеф на охраната, Сойър го заключва в клетка и започва да обмисля как да го освободи. Вечерта, Джак посещава Джеймс в къщата, искайки да знае какво е станало със Саид. Джеймс обяснява, че ситуацията е под негов контрол и че внимателно планира как да освободи Саид, въпреки явните опити на Джак да му попречи.
Саид отказва да говори с Хорас или който и да било друг член на Дарма. Джеймс го посещава сам в килията му и го кара да се представи за Враждебен, за да може положението му в Дарма да не бъде рисковано. Саид неочаквано отказва. Един-два дена по-късно, Хорас и Радзински завеждат Саид при Олдъм, опитен разпитвач. Когато Саид пита Джеймс кой е това, Джеймс отговаря „Той е нашия ти.“ (He's Our You.). Олдъм дава хапче на Саид, което го кара да казва истината. Саид почти издава издава истинската самоличност на Джеймс. След като казва, че е от бъдещето, обаче, действията му вече не се приемат насериозно от Хорас, Радзински и Олдъм. В Бараките Джеймс и други членове от Дарма обсъждат какво да правят със Саид; Ейми изненадващо предлага да го убият. Джеймс по-късно отива в килията на Саид и му разрешава да избяга, но Саид отказва. Разочарован, Джеймс отива при Кейт и я пита защо е избрала да се върна на Острова. Преди тя да отговори, горящ ван на Дарма се блъска в една къща, запалвайки я. Докато Джеймс разпорежда как да се изгаси огъня, Саид избягва с 11-годишния Бен. В джунглата Саид удря Джин, който изпада в безсъзнание. След това изважда пистолета си и прострелва Бен в гърдите.
Когато се събужда, Джин занася ранения Бен в Бараките, където Джулиет и другите го лекуват с известен успех. Докато Джеймс търси Саид, Кейт отива при него и настоява за отговори. Той я отпраща, знаейки, че любопитството ѝ може да разкрие истинската му същност. Той нарежда на Майлс да заведе нея, Джак и Хърли в къщата и да ги държи там. Джеймс посещава Бен в болницата и Джулиет му казва, че му трябва професионален хирург. Джеймс моли Джак за помощ, но той отказва като казва, че да спасява хора вече не му е задължение. По-късно, Кейт решава да спаси малкия Бен, мотивирана от връзката си с Арън. Тя завежда момчето при Другите, но Джеймс я настига. Казва ѝ, че е дошъл да ѝ помогне. Двамата попадат на Другите и молят Ричард за помощ. Ричард казва, че ще им помогне, но при условие, че Бен никога повече няма да бъде същия.
Преди да пресече оградата и да се върне в Бараките с Кейт, Сойър се обажда на Майлс и му казва да махне касетата, която съдържа записа как той и Кейт носят Бен на Враждебните. Когато се връща, Джак му казва, че Робърт Лайнъс – бащата на Бен, е подозрителен към Кейт, заради прекалено загриженото ѝ отношение. След като Джак си тръгва, член на Дарма – Фил, носи касетата със записа на Сойър (оказва се, че Майлс не е изпълнил нареждането) и иска обяснение от Джеймс. Джеймс му казва да влезе вътре и когато разбира, че никой друг не знае, го удря. Фил изпада в безсъзнание, а Джеймс казва на Джулиет да му помогне да го завържат.
В епизода „Променливата“ (The Variable) Джеймс заключва завързания Фил в гардероб, след което свиква оцелелите заедно с Джулиет. Уведомява ги, че безоблачния им живот в Дарма е към приключване заради това, че са завели Бен при Враждебните. Джеймс иска всички заедно да отидат на плажа и да започнат отначало. Точно тогава, Даниел Фарадей се завръща с Майлс. Даниел уведомява останалите, че майка му е част от Враждебните. Също така иска да спаси всички на Острова от наближаващо бедствие, включващо водородна бомба последно видяна в епизода "Jughead „. След като той, Джак и Кейт се отправят към Враждебните, Джеймс нарежда на останалите да си съберат багажа и възможно най-бързо да напуснат Бараките. Както и да е, след като Радзински намира Джак, Кейт и Даниел въоръжени да крадат джип, отива в къщата на Джеймс, където намира завързания Фил.
В епизода „Следвай водача“ (Follow the Leader) Джеймс и Джулиет за завързани за стол и биват разпитвани от Радзински. Джеймс отказва да говори, затова Радзински го бие, въпреки молбите на Хорас да не го прави. Джеймс все още мълчи, но почти си променя мнението, когато Фил удря Джулиет. Той казва на Джулиет да си мълчи, защото дори да кажат истината, никой няма да им повярва. Минута по-късно, д-р Питър Ченг, прекъсва разпита, нареждайки на всички да се евакуират от Острова. Джеймс се съгласява да им каже всичко, което искат да знаят, при условие, че той и Джулиет ще се качат на подводницата. Споразумението е прието; Сойър и Джулиет влизат в подводницата, оковани в белезници. Джеймс казва на Джулиет, че веднъж приключи ли се с разпитите, са свободни. Двамата са прекъснати от Кейт, която също влиза в подоводницата.
Кейт ги информира за плановете на Джак да взриви бомба, която ще направи така, че самолетът им никога да не се разбие на Острова. Неохотно, Сойър се съгласява да ѝ помогне да осуети плановете на Джак и така заедно с Джулиет, тримата напускат подводницата и се отправят към Острова. Те случайно се срещат с Роуз и Бърнард (последно видени в епизода „Лъжата“). След като ги оставят, тримата срещат Джак, Хърли, Саид, Джин и Майлс и се карат с тях. Джеймс и Джак отиват навътре в джунглата, за да разговарят на саме. Сойър казва на Джак, че преди година е можел да спре Антъни Купър да осуети семейството му и така да има щастлив живот, но се е отказал, твърдейки че 'стореното-сторено'. Съветва Джак да направи същото. Когато Джак отказва, Сойър се сбива с него и почти го убива, но са прекъснати от Джулиет. За изненада на Джеймс, Джулиет се съгласява с Джак. Джулиет казва на Джеймс, че никога не би го изгубила, ако не го е познавала.
Когато Джак отива до строежа на станция Лебед, Фил и останалите мъже от Дарма го забелязват и започват да стрелят по него. Джеймс, Джулиет, Кейт и Майлс му се притичват на помощ и така последва престрелка. След като оцелелите взимат надмощие, Сойър казва на Джак да взриви бомбата. Както и да е, бомбата не гръмва, и електромагнетичния източник е активиран, причинявайки хаос. Фил почти убива Джеймс, но бива прободен от желязо. Джеймс забелязва Джулиет да пада в бездната с опасност да бъде завлечена надолу. Той и Кейт хващат ръцете ѝ и Джеймс ѝ казва да не го оставя, но засмукването е прекалено силно. Джулиет казва на Джеймс, че го обича и се пуска от хватката на него и Кейт, падайки на дъното. Джеймс е много наранен.

#### Сезон 6

##### На Острова
Сойър се събужда в джунглата и открива, че той и останалите от групата са се върнали в 2007 г. Намират бункера взривен, точно както са го оставили през 2004 г. Сойър осъзнава, че планът не е проработил и Джулиет е умряла за нищо, затова се нахвърля върху Джак. Те падат в дупката, останала от бункера. Кейт внезапно чува викове изпод стоманата, което я кара да мисли, че Джулиет може още да е жива. След като премахват всички парчета метал, Сойър се промъква и намира Джулиет, кървяща обилно. Тя го моли да я целуне и след целувката, умира в ръцете му с думите:„Трябва да ти кажа нещо“. Сойър я погребва с помощта на Майлс, който му казва, че Джулиет е искала да му каже:„Получи се.“
По-късно двамата с Майлс са заловени от Другите и са отведени в Храма – единственото безопасно място, където Димното чудовище не може да влезе. Бесен за смъртта на Джулиет, Джеймс казва на Другите да правят, каквото си поискат с Джак, Кейт и останалите, като твърди, че те вече не са му приятели, и напуска Храма. Кейт тръгва след него и го проследява до Бараките, където го намира в къщата, принадлежала на него и Джулиет. Разочарован, Джеймс отказва помощта ѝ. Когато двамата стоят на кея, той признава, че е имал намерение да предложи брак на Джулиет. Също така казва на Кейт, че е трябвало да пусне Джулиет да си отиде с подводницата през 1974 г., а не да я кара да остане, защото не е искал да бъде сам. Казва на Кейт, че не я обвинява за смъртта на Джулиет. След като хвърля халката в океана, си тръгва, казвайки на Кейт да направи същото.
Джеймс прекарва времето си в слушане на музика и пиене на алкохол. Когато Димното чудовище се появява в тялото на Лок, той въобще не е изненадан, но подозира, че това не е Джон Лок, заради начина, по който върви. Мъжът в Черно го убеждава да отидат до другата част на острова, като му обещава, че ще му отговори на най-важния въпрос: „Защо са на Острова?“ По пътя, Джеймс вижда момче в джунглата. Мъжът в Черно се учудва от факта, че Джеймс има способността да го види. Когато той тръгва да гони момчето, Джеймс среща Ричард, който обезумяло го моли да отидат в Храма. Сойър отказва. Чувайки, че Мъжът в Черно се връща, Ричард избягва. Джеймс и Мъжът в Черно продължават пътя си и стигат до скален бряг, където се спускат до пещера. Джеймс вижда везна с поставени черен и бял камък; Мъжът в Черно изхвърля белия и след това показва на Сойър странни надписи по тавана на пещерата. Сред тях са фамилиите на Джон, Хърли, на него самия, на Саид, Джак и Сън. Числата – 4, 8, 15, 16, 23, 42, отговарят на фамилиите, съответно – Лок, Рейес, Форд, Джара, Шепърд и Куон. Мъжът в Черно казва на Джеймс, че Джейкъб е избрал тях шестимата, като ги е манипулирал в определени моменти от живота им, за да стигнат до Острова. Джеймс е кандидат за заемането на позицията на Джейкъб – пазител на Острова, като му се дават три възможности – да не направи нищо, да стане пазител или да тръгне с Мъжът в Черно. Джеймс избира третата опция.
Джеймс и Мъжът в Черно отиват до лагера на Клер, която е леко полудяла. Джеймс се съгласява да помогне на Джин да намери Сън. Мъжът в Черно го изпраща до остров Хидра, за да провери дали има оцеляли от полет 316 на Аджира. При пристигането си там, Джеймс среща Зоуи, която му казва, че е единствената оцеляла. Джеймс, обаче, разбира, че лъже и иска отговори. Когато това става, въоръжени мъже изскачат от джунглата и завеждат Джеймс при лидера си – Чарлз Уидмор, който се е завърнал на Острова с подводница. Сойър сключва сделка с Уидмор – ще доведе Мъжът в Черно при него, но в замяна иска да го измъкнат от Острова. Когато се връща на главния Остров, казва на Мъжа в Черно за сделката. По-късно Сойър разкрива плана си на Кейт – да настрои и двамата един срещу друг, за да им отвлече вниманието и да избяга с подводницата.
Когато Мъжът в Черно отива да вземе Сън, Джеймс се опитва да спре Джин да напусне лагера, но всички са поразени от приспивни стрелички. Джин е отведен от екипа на Уидмор.

##### Алтернативна времева линия
Сойър е отново на самолета, заедно с останалите пътници. Говори с Хърли, казвайки му, че не трябва да признава на всеки, че е спечелил лотарията; блъсва се в Едуард Марс – шерифът, ескортиращ престъпничката Кейт. След кацането на самолета, Сойър и Кейт попадат в един асансьор. Сойър забелязва белезниците на китките ѝ и разбира, че е бегълка. Когато полицаи влизат в асансьора, Сойър помага на Кейт да избяга.
Оказва се, че Джеймс е всъщност полицай в Лос Анджелис. Майлс е негов партньор. Все пак, историята му – убиването на родителите му от Антъни Купър, си остава същата. Това е показано по време на сляпата среща с Шарлот Луис. Джеймс силно иска да открие Антъни и да го убие. Той е пътувал до Австралия да го търси, под претекст, че е ходил в Палм Спрингс. Майлс, обаче, разкрива истината и заплашва да прекрати партньорството им, освен ако Джеймс не му каже истината за пътуването до Австралия. По-късно, в колата, Джеймс казва всичко на Майлс, включително и желанието си да убие Купър. Майлс протестира, но преди Джеймс да отговори, една кола се блъска в неговата и шофьорът избягва. Джеймс и Майлс го преследват, и залавяйки го, Джеймс разбира, че това е Кейт.

## Прякори
Сойър използва сарказма и съобразителността си при измислянето на прякори на останалите оцелели. Докато прякорите за жените (като Луничке, Слънице, Барби, Мамасита, Бамбита, Бети и др.) са общо взето нежни, прякорите за мъжете са пренебрежителни. Нарича повечето от мъжете на острова „Хос“ (на английски: Hoss). Прякорите на Хърли се отнасят за теглото му: Джаба, Гигантър, Лардо, Лавина, Пилсбъри, Джъмботрон и „Международна къща на палачинките“. По време на периода, в който му е забранено да използва прякори, Сойър продължава да обижда Хърли за теглото му – когато Чарли и Хърли се грижат за Арън, Сойър казва: „И ако това не са трима мъже и бебе. Грешка, броях Хюго два пъти“. Също така нарича Саид „Ал Джазира“ заради телевизионната програма от средния изток. Прякорът, който използва най-често, е „Луничке“ към Кейт. Сойър нарича Сун „Токийската роза“, което може да бъде унизително, тъй като Джин и Сун са корейци, но може и Сойър да не греши нарочно, мислейки че двамата са от Япония. Също така се обръща към Джин с „Мистър Маяги“, а в друг епизод – „Дете каратист“. Общия прякор на двамата корейци е „Наведения тигър“, а също и „Скрития дракон“. Много прякори са взети от Междузвездни войни – например нарича Майкъл и Джин „Хан“ и „Чу“. Сойър се обръща към Том с прякора „Синя брада“ или „Зики“. За Джак, Сойър най-често използва „док“. Някои от прякорите са включени в ДВД-то за втори сезон, под заглавието „Светът, съгласно Сойър“ (на английски „The World According to Sawyer“).
В трети сезон, Сойър губи игра на пинг-понг и е наказан да не използва прякори за една седмица. Той спазва наказанието и нарича всички с истинските им имена, но няколко епизода по-късно започва отново да се държи като преди. След като убива Антъни Купър, започва все по-често да се обръща към хората с истинските им имена: нарича Кейт с истинското ѝ име, а не „Луничка“, казва на Хърли Хюго и др.

## Кастинг
Първоначално, образът на Сойър е трябвало да бъде градски измамник от Ню Йорк, носещ костюм и доста повърхностен. Но след като Джош Холоуей забравя репликите си на кастинга и в гнева си рита един стол, сценаристите харесват начина, по който е реагирал, и решават да опишат Сойър като южняшки раздразнителен измамник.
|  | Тази страница частично или изцяло представлява превод на страницата James "Sawyer" Ford в Уикипедия на английски. Оригиналният текст, както и този превод, са защитени от Лиценза „Криейтив Комънс – Признание – Споделяне на споделеното“, а за съдържание, създадено преди юни 2009 година – от Лиценза за свободна документация на ГНУ. Прегледайте историята на редакциите на оригиналната страница, както и на преводната страница, за да видите списъка на съавторите. ВАЖНО: Този шаблон се отнася единствено до авторските права върху съдържанието на статията. Добавянето му не отменя изискването да се посочват конкретни източници на твърденията, които да бъдат благонадеждни. |